# Jorge Esparza
Jorge Esparza (Lima, Provincia de Lima, Perú, 22 de junio de 1993) es un futbolista peruano. Juega de centrocampista y su equipo actual es Academia Cantolao de la Liga 2 de Perú. Tiene 31 años.

## Trayectoria
Jorge Esparza fue formado en las divisiones menores del Club Universitario de Deportes. Hizo su debut oficial en Primera División el 19 de febrero de 2012 ante Inti Gas Deportes, por la primera fecha del Campeonato Descentralizado 2012. Todos los clubes peruanos jugaron esa fecha con juveniles debido a que el torneo pasaba por una huelga de futbolistas. Para la siguiente temporada alternó entre la categoría sub-20 y el primer equipo donde jugó un solo partido, ante José Gálvez el 1 de diciembre de 2013 en el empate por 2-2 en Chimbote.

## Clubes
| Club                      | País | Año         |
| ------------------------- | ---- | ----------- |
| Universitario de Deportes | Perú | 2012 - 2014 |
| Willy Serrato             | Perú | 2015 - 2016 |
| Alfonso Ugarte de Chiclín | Perú | 2017        |
| Deportivo El Inca         | Perú | 2018        |
| Pirata FC                 | Perú | 2018        |
| Deportivo Garcilaso       | Perú | 2019        |
| Deportivo Llacuabamba     | Perú | 2019        |
| Sport Chavelines          | Perú | 2020 - 2021 |
| Deportivo Llacuabamba     | Perú | 2022        |
| Deportivo El Inca         | Perú | 2023        |
| Defensor Porvenir         | Perú | 2023        |
| Academia Cantolao         | Perú | 2024 -      |

## Palmarés

### Campeonatos nacionales
| Título                    | Club                      | País | Año    |
| ------------------------- | ------------------------- | ---- | ------ |
| Primera División del Perú | Universitario de Deportes | Perú | 2013   |
| Torneo de Reservas        | Universitario de Deportes | Perú | 2014-I |